# Wohn- und Wirtschaftsgebäude Dorfring 9
Das Wohn- und Wirtschaftsgebäude Dorfring 9 mit Scheune (Nr. 7) in Dötlingen stammen vom 19. Jahrhundert.
Aktuell (2023) wird es als Wohnhaus und für Dienstleistungen genutzt.
Die Gebäude stehen unter Denkmalschutz (siehe auch Liste der Baudenkmale in Dötlingen).

## Geschichte
Das eingeschossige giebelständige Gebäude von 1806 (Inschrift über dem Tor) als Zweiständer-Hallenhaus in Fachwerk mit sichtbaren Steinausfachungen in den Niedersachsengiebeln und heute massiven Seitenwänden in Backstein, sowie mit Krüppelwalmdach mit Uhlenloch wurde zum Wohnhaus umgebaut und das frühere Tor zum verglasten Eingang.
Zur früheren Hofanlage unter markantem Baumbestand gehört auch eine traufständige Scheune von um 1810 in Fachwerk mit Steinausfachungen sowie mit Quereinfahrt und Satteldach.
Das Landesdenkmalamt befand: „… Dorfring 9 hat als Teil der Gruppe ‘Dorfkern Dötlingen’ geschichtliche und städtebauliche Bedeutung …“